# Paleozoic
Paleozoicul din grecescul palaios (παλαιός), "vechi" și zoe (ζωή), "viață" este cea mai veche din cele 3 ere geologice ale eonului Fanerozoic, și a început acum 541 milioane de ani în urmă și s-a terminat acum 252.17 milioane de ani. Este cea mai lungă dintre epocile Fanerozoicului și este divizată în șase perioade geologice: Cambrian, Ordovician, Silurian, Devonian, Carbonifer și Permian. Paleozoicul a fost urmat de era mezozoică.
Paleozoicul a fost un timp geologic cu schimbări climatice, geologice și evolutive dramatice. În Cambrian a avut loc diversificarea cea mai rapidă și pe scară largă a vieții în istoria Pământului, cunoscută sub numele de explozia cambriană, în care a apărut pentru prima dată cele mai moderne încrengături. Pești, artropode, amfibieni, anapside, sinapside, euriapside și diapside, toate au evoluat în timpul paleozoicului.
Viața a început în ocean, dar în cele din urmă a tranziționat pe uscat, și sfârșitul paleozoicului a fost dominat de diferite forme de organisme. Păduri mari de plante primitive au acoperit continentele, dintre care multe au format zăcămintele de cărbuni din Europa și estul Americii de Nord. Spre sfârșitul erei, au dominat mari și sofisticate diapside și sinapside și au apărut primele plante moderne (conifere).
Era Paleozoică s-a încheiat cu cea mai mare extincție în masă din istoria Pământului, Extincția Permian-Triasic. Efectele acestei catastrofe au fost atât de devastatoare încât au fost necesari 30 de milioane de ani pentru refacerea vieții pe uscat.  Recuperarea vieții în apă ar fi fost mult mai rapidă.

## Galerie

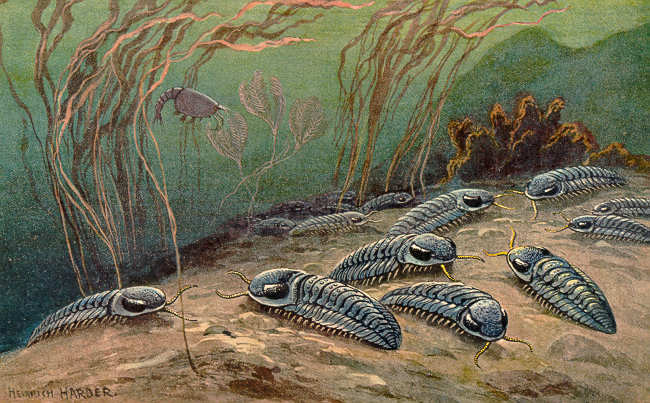
Trilobiți
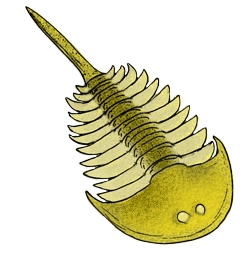
Aglapsidă